# Sanningens evangelium
Sanningens evangelium (latin: Evangelium veritatis) är ett gnostiskt evangelium med anknytning till Valentinus skola sammanställt omkring 140-180 e.Kr. De flesta moderna forskare, exempelvis Michael Pearson och Jörgen Magnusson, tillskriver texten Valentinus. Skriften är en predikan som betonar att kunskap (gnosis) om Fadern, som skapat Alltet och har Alltet i sig, utplånar all okunskap, och hur det är på grund av en brist, en glömska, som Villfarelsen kunnat växa sig stark och skapa bländverk, vilka bringat med sig lidande. Kristus, Sonen, Faderns namn, som till skillnad från många andra gnostiska texter har här en fysisk kropp, och inte bara en sken/fantom-kropp, är en central gestalt i texten. Det är genom Sonen som Fadern uppenbarat sig, och det är genom Sonen som människorna kan lära känna Fadern på nytt. Texten räknas till Nya testamentets apokryfer.
Sanningens evangelium citerar Galaterbrevet, Johannesevangeliet, Första Johannesbrevet, Uppenbarelseboken, Matteusevangeliet, Första och Andra Korinthierbrevet, Efesierbrevet, Kolosserbrevet och Hebreerbrevet från Nya Testamentet.
Skriften återfanns i Nag Hammadi 1945.